# Rhoptropella ocellata
Rhoptropella ocellata is een hagedis die behoort tot de gekko's (Gekkota) en de familie Gekkonidae.

## Naam en indeling
De wetenschappelijke naam van de soort werd voor het eerst voorgesteld door George Albert Boulenger in 1885. Oorspronkelijk werd de naam Rhoptropus ocellatus gebruikt. De hagedis werd lange tijd tot de madagaskardaggekko's uit het geslacht Phelsuma gerekend. Het is de enige soort uit het monotypische geslacht Rhoptropella, ook dit geslacht werd beschreven door Boulenger in 1885.

## Uiterlijke kenmerken
De hagedis blijft vrij klein en bereikt een lichaamslengte tot ongeveer vier centimeter, de staart is ongeveer even lang of wordt iets groter. De staartschubben zijn afgeplat, de staart laat makkelijk los bij verstoring. De kop is relatief plat en de snuit is rond van vorm. De gehooropeningen en de ogen zijn relatief groot, de ogen hebben een verticale pupil. De poten hebben gereduceerde binnenste vingers en tenen. De overige vingers en tenen hebben enkelvoudige hechtkussentjes, dit zijn er zeven of acht.

## Levenswijze
In tegenstelling tot de meeste gekko's is deze soort overdag actief, de hagedis leeft veel op rotsen maar klimt ook in begroeiing. Op het menu staan ongewervelden zoals spinnen en insecten. De vrouwtjes zetten eieren af, dit zijn er steeds twee per keer. Vermoed wordt echter dat ze meerdere keren per jaar een legsel produceren. De eieren zijn wit van kleur en hebben een harde schaal, ze zijn ongeveer 8,5 millimeter lang en 6,5 mm breed.

## Verspreiding en habitat
De gekko komt voor in delen van Afrika en leeft in de landen Zuid-Afrika en Namibië. De habitat bestaat uit droge tropische en subtropische scrublands en koude woestijnen.

## Beschermingsstatus
Door de internationale natuurbeschermingsorganisatie IUCN is de beschermingsstatus 'veilig' toegewezen (Least Concern of LC).